# 烏爾興額
烏爾興額（1836年—？），字小亭、筱亭，行三，沙济富察氏，满洲镶黄旗人，清朝政治人物。
光绪十四年七月，擔任清朝廣東省潮州府豐順縣知縣。后由鄧衍憙接任。
光绪三十三年（1907年）九月份的《奏設政治官報》记载：“查有候補知縣烏爾興額年七十一歲，係廂黃旗滿洲崇岳佐領下人，由官學生在本旗都統衙門效力，揀選補放實缺印務筆帖式。嗣遵籌餉例改捐縣丞，指分廣東試用驗看，分發領照起程。光緒元年四月到省，因在本省辦理豫捐出力案內請候補缺，後以知縣......”
朱啟連在《棣垞外集》卷三：《烏筱亭壽序》中写道“烏君筱亭滿洲沙濟富察氏，贵族也。其先世有为御前大臣者、议政大臣者、内大臣者、大将军者、大学士者。爵之崇至为郡王，下逮公侯伯子男无不备。君则忠勇公之裔敦惠伯之曾孙。母兄乌達峰先生，仕至尚书......”

## 家族
- 高高祖馬齊，保和殿大学士，二等伯，入祀贤良祠，谥文穆；
- 高祖傅良，西安、宁夏、吉林将军，领侍卫内大臣，一等敦惠伯，谥恭勤；
- 曾祖靈慧，直隶古北口参将；
- 祖春福，笔帖式；
- 父誠弼；
- 胞兄烏拉喜崇阿，咸丰丙辰进士，兵部尚书；
- 胞弟乌拉布，同治甲戌进士，福建学政、工部左侍郎。